# Advanced Technology Attachment
Advanced Technology Attachment (abbreviato, ATA), in informatica indica un'interfaccia standard per la connessione di dispositivi di memorizzazione, quali hard disk e unità CD-ROM, all'interno di un personal computer.
Sono molti i termini utilizzati per designare tale standard, comprese abbreviazioni e acronimi quali IDE, EIDE, ATAPI (studiata per dispositivi quali lettori ottici). È stata sostituita dal Serial ATA a partire dal 2003.
Gli standard ATA permettono collegamenti con lunghezze di cavo comprese tra 45 e 90 cm, quindi l'utilizzo prevalente per tale tecnologia è per le memorie di massa all'interno dei personal computer. Tale soluzione rappresenta, nelle implementazioni dei personal computer esistenti fino al 2004, l'interfaccia più comune e la meno costosa per tale applicazione.

## Storia
Sebbene il nome ufficiale per lo standard sia sempre stato "ATA", le esigenze di marketing hanno denominato una prima versione dello standard Integrated Drive Electronics (IDE) e quella immediatamente successiva Enhanced IDE (EIDE).
Con l'introduzione, intorno al 2003, del Serial ATA questo standard è stato rinominato in Parallel ATA (P-ATA), con riferimento al metodo con il quale i dati viaggiano sul cavo utilizzando questa interfaccia.
Inizialmente l'interfaccia funzionava soltanto con i dischi fissi. Solo in un secondo momento, un'estensione allo standard è stata realizzata per permettere il funzionamento con una varietà di dispositivi - quelli che in genere utilizzano dei media rimovibili. In linea di massima, tali dispositivi comprendono i lettori CD-ROM, le unità a nastro magnetico, floppy ad alta capacità quali lo Zip drive e il SuperDisk. Le estensioni prendono il nome Advanced Technology Attachment Packet Interface (ATAPI), con l'insieme noto come ATA/ATAPI.
Il cambiamento da programmed input/output (PIO) a direct memory access (DMA) ha rappresentato un'ulteriore importante transizione nella storia dell'ATA. Di questi due metodi di accesso e trasferimento dei dati all'interno dei personal computer, il PIO si è dimostrato inefficiente, dal momento che esso richiede tempi di elaborazione significativi da parte della CPU. Ciò significa che i sistemi basati su dispositivi ATA erano generalmente più lenti nell'effettuare operazioni di input/output rispetto a quei computer che utilizzavano sottosistemi SCSI o altre interfacce. Tuttavia il DMA (e in seguito l'Ultra DMA o UDMA o Ultra ATA) ha ridotto enormemente il tempo di elaborazione necessario da parte della CPU a parità di dati letti o scritti sui dischi.
I dispositivi ATA hanno sofferto di un certo numero di limitazioni e vere e proprie "barriere" in termini di capacità e di quantità di dati gestibili. Ogni volta nuovi sistemi di indirizzamento, uniti a tecniche di programmazione più sofisticate, hanno permesso di superare la maggior parte dei limiti, accompagnando di fatto la crescita dei dispositivi di memoria di massa alla quale abbiamo potuto assistere negli ultimi anni. Alcune delle limitazioni e barriere relative alle dimensioni massime dei dischi gestibili dall'interfaccia ATA includono: 504 MB, 64 GB e 137 GB.
Ci sono state altre limitazioni, spesso dovute a driver mal scritti o alle routine di supporto del sistema operativo. In molti casi le limitazioni elencate derivavano da implementazioni non perfette del BIOS o ad aggiornamenti tardivi dello stesso da parte dei produttori di schede madri: numerosi modelli con Slot 1 o Socket 7 non accettavano dischi fissi di capacità superiore a 32 GB a causa di un bug nell'Award BIOS. In alcuni casi furono i produttori stessi a pubblicare BIOS aggiornati che risolvevano il problema, in altri dei volontari indipendenti.

## Descrizione
Il principale cambiamento nelle specifiche ATA si è verificato con l'introduzione del Serial ATA. Questa interfaccia utilizza cavi a 7 contatti per la connessione dati e trasmette i dati in formato seriale anziché in parallelo. Inoltre, Serial ATA permette agli utenti la connessione e disconnessione hot (a caldo) delle unità a disco. Il Serial ATA riduce anche le tensioni di riferimento per i segnali dai 5 volt utilizzati nel P-ATA fino a 0,5 volt, ciò riduce l'assorbimento di potenza e le interferenze elettriche e permette cavi SATA di maggior estensione.
La transizione verso il Serial ATA è stata in larga misura trasparente al sistema operativo, sebbene alcuni SO hanno richiesto delle modifiche per utilizzare appieno le nuove caratteristiche introdotte. Attualmente il SATA, pur ancora largamente utilizzato, è stato superato dall'utilizzo dello standard PCI Express, nato per altri scopi, come interfaccia per i dischi allo stato solido SSD.

## Parallel ATA
Fino all'introduzione del Serial ATA, sono stati impiegati generalmente connettori a 40 pin impiegati sia sulle unità sia sui controller, con collegamenti per mezzo di cavo a nastro; ciascun cavo è dotato di due o tre connettori. I cavi Parallel ATA permettono il trasferimento di dati con 16 o 32 bit per volta.
Per la maggior parte della storia dell'ATA, i cavi a nastro o a fascia hanno avuto 40 conduttori, ma una versione da 80 conduttori è comparsa con l'introduzione dello standard Ultra DMA/66. Il cavo con 80 conduttori prevede un filo di messa a terra per ciascun conduttore che porta il segnale. Ciò riduce gli effetti dell'induzione elettromagnetica tra i conduttori adiacenti e permette il transfer rate (velocità di trasferimento) di 66 megabyte al secondo (MB/s), proprio del UDMA4. Le modalità ancor più veloci, UDMA5 e UDMA6 richiedono anch'esse cavi con 80 conduttori. Sebbene il numero di conduttori sia raddoppiato, il numero di pin dei connettori è rimasto lo stesso, dal momento che i connettori sono fisicamente identici.
Le successive versioni degli standard ATA intorno alla fine degli anni 1990 si sono dimostrate meno generose anche per le specifiche riguardanti la lunghezza dei cavi. La lunghezza massima di appena 18 pollici (45 cm) rendeva infatti difficili i cablaggi all'interno dei computer con cabinet più grandi o nel montaggio di più dischi all'interno dello stesso computer.
Se due unità vengono collegate ad un solo cavo, è generalmente necessario configurare una delle due unità come master e l'altra come slave. L'unità master generalmente viene elencata prima di quella slave da parte del sistema operativo. L'unità master gestisce l'accesso ai dispositivi su quel canale. Per questa ragione, dispositivi come le prime versioni dei masterizzatori, che possono risentire nel funzionamento a causa dei tempi di latenza aggiuntivi necessari per l'arbitraggio da parte dell'unità master, dovrebbero essere configurati come master, inoltre ogni canale dovrebbe avere un master per funzionare correttamente.

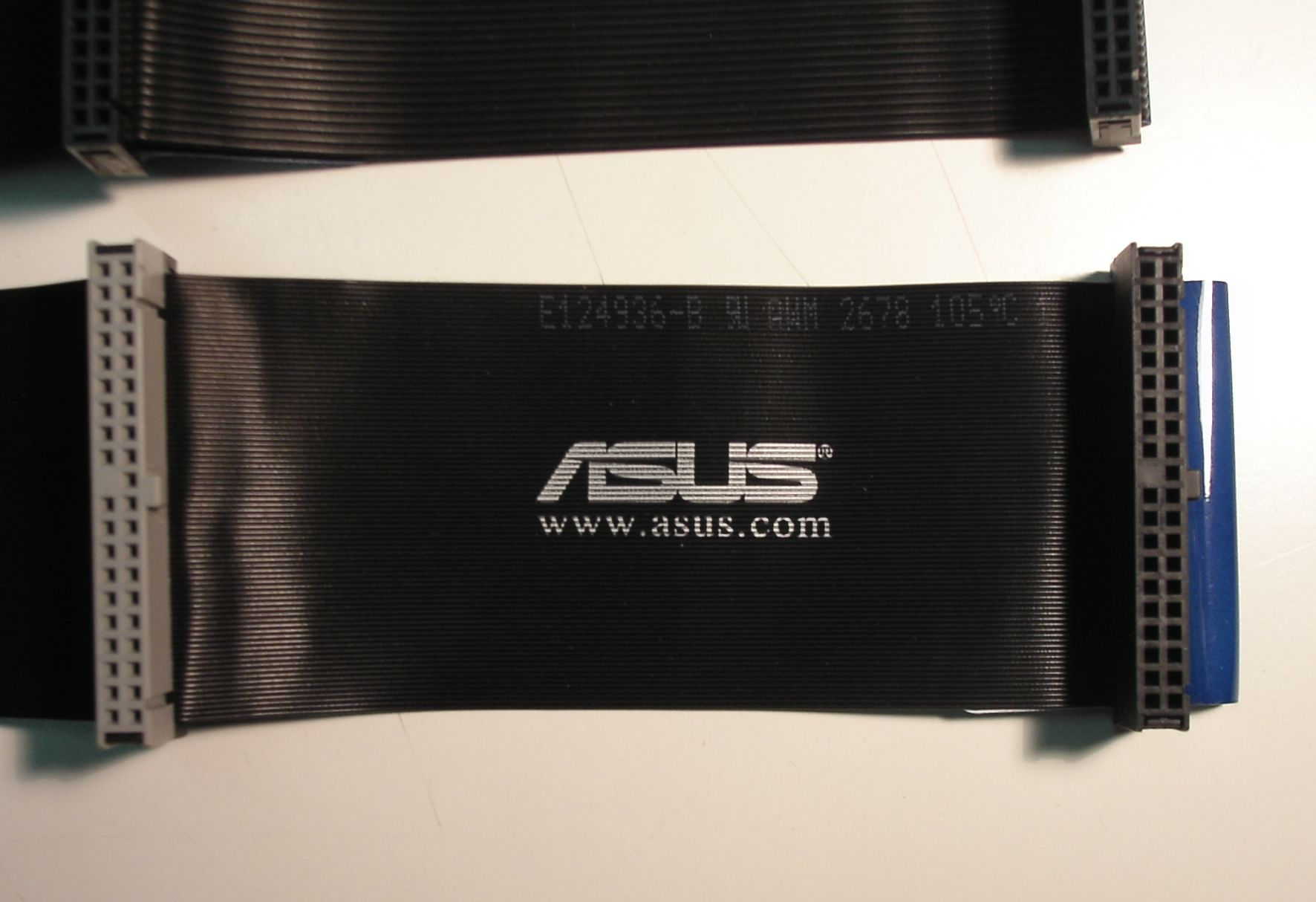
Cavo ATA - Dettaglio della sezione per il collegamento delle unità hard disk e CD-ROM di una piattina da 80 conduttori.

Nella maggior parte dei casi, un'unità da sola in un canale viene configurata come master. Ad ogni modo, alcune unità possiedono un'impostazione specifica single, che indica questo tipo di configurazione (in particolare il produttore Western Digital, utilizza quest'impostazione aggiuntiva). Inoltre, a seconda dell'hardware e del software disponibile, alcune unità possono operare da sole in un canale anche se impostate come slave.
Una configurazione possibile per alcune unità a disco è quella denominata cable select, realizzata solo in tempi recenti. In questa modalità, l'unità si configura automaticamente come master o slave. Questa funzione viene ottenuta tagliando il conduttore 28 sul cavo con 40 conduttori (o i conduttori 56 e 57 sul cavo con 80 conduttori) tra i due connettori riservati alle periferiche (HDD e CD-ROM). I cavi più recenti non recano alcun taglio nella piattina, dal momento che la disconnessione viene effettuata internamente sui connettori, che, in questo caso, sono sempre di colore diverso: nero il connettore per la periferica "master", grigio il connettore per la periferica "slave". Il connettore destinato all'inserimento sul controller (normalmente integrato nella scheda madre) è di colore blu.
| Modalità | Velocità  |
| -------- | --------- |
| UDMA0    | 16,7 MB/s |
| UDMA1    | 25,0 MB/s |
| UDMA2    | 33,3 MB/s |
| UDMA3    | 44,4 MB/s |
| UDMA4    | 66,7 MB/s |
| UDMA5    | 100 MB/s  |
| UDMA6    | 133 MB/s  |

Nota che il transfer rate per ciascuna modalità UltraDMA riporta il transfer rate massimo teoricamente. I dati aggiuntivi dovuti al protocollo impiegato per il trasferimento riducono tale valore ed altri fattori derivanti ad esempio da un'eventuale congestione del bus PCI possono ulteriormente ridurre le velocità di trasferimento. Inoltre, ancora nell'autunno 2006 è difficile trovare dischi fissi capaci di mantenere velocità maggiori di 100 MB/s, quindi i limiti di velocità dell'Ultra DMA influiscono veramente solo su quei trasferimenti che avvengono quando l'unità opera in burst mode, ossia quando i dati richiesti vengono recuperati dalla cache e l'unità non effettua fisicamente una lettura da uno dei suoi piatti magnetici.
Con la diffusione dei controller Serial ATA la richiesta di dischi Parallel ATA si è ridotta e produttori come Seagate hanno interrotto la produzione di questo tipo di prodotti nel 2008.
All'anno 2021, anche lo standard Serial ATA, pur ancora molto diffuso, dopo aver sostituito totalmente il PATA, appare a sua volta nettamente surclassato, dal punto di vista delle prestazioni, dall'adozione del preesistente standard PCIE, (nato inizialmente per collegare schede video sempre più potenti col sistema) come interfaccia abbinata ai dischi allo stato solido (SSD). Pertanto, sia in ambito computer desktop che portatili, è ormai usuale avere una configurazione di sistema che vede un disco primario allo stato solido, un SSD, che garantisce tempi di risposta molto più elevati di un HDD meccanico, collegato alla scheda madre per mezzo di una interfaccia PCIE. Le interfacce SATA rimangono ancora molto diffuse, e sono utilizzate per connettere al sistema HDD o SSD drive aggiuntivi da utilizzare come archivi e non come unità primarie di avvio.
Pin 20
Nello standard ATA il pin 20 è definito come piedino meccanico e non è usato. Sul connettore femmina il vano corrispondente è solitamente otturato, perciò in questi casi il pin 20 deve essere assente dal connettore maschio o dal dispositivo, prevenendo inoltre un errato montaggio; un connettore maschio con il pin 20 presente non può essere usato (deve essere rimosso). Tuttavia, alcuni dispositivi flash memory utilizzano il pin 20 come VCC_in, evitando così ulteriori cavi per l'alimentazione; questa loro caratteristica può essere sfruttata solo se l'alimentazione viene fornita sul pin 20.
Pin 28
Il pin 28 del connettore grigio (slave/intermedio) in un cavo a 80 conduttori non è collegato ad alcuno di essi. Normalmente è connesso ai due connettori nero (master) e blu (scheda madre).
Pin 34
Il pin 34 è connesso a massa nel connettore blu del cavo a 80 conduttori, ma non è collegato ad alcuno di essi. Normalmente è invece collegato nei due connettori grigio e nero. Vedere pagina 315 di.
Pin 44
L'interfaccia PATA a 44 pin viene usata per drive da 2.5"(pollici) dentro i laptop. I pin sono più ravvicinati ed il connettore è fisicamente più piccolo dell'interfaccia a 40 pin. I pin extra conducono l'energia elettrica.